# Megan Thee Stallion
Megan Thee Stallion (* 15. února 1995 Houston, Texas, USA) je americká rapperka, herečka, zpěvačka a skladatelka. Megan začala psát a rapovat už jako teenagerka. Nejprve získala pozornost, když se videa z jejího freestylingu stala populární na platformách sociálních sítích, jako je například Instagram. Od roku 2017 vydala tři EP – Make It Hot, Tina Snow a Suga. V roce 2019 vydala svůj první mixtape Fever. Do většího povědomí se dostala v dubnu 2020 s její písní Savage, který následně vydala i jako remix s Beyoncé. V srpnu 2020 vyšla píseň WAP s Cardi B. V roce 2020 také vyhrála cenu BET Awards v kategorii nejlepší zpěvačka - hip hop. V roce 2021 vyhrála tři ceny Grammy, a to v kategoriích nejlepší rap song, nejlepší rap vystoupení a nejlepší nováček.

## Osobní život
Její matka Holly Thomas zemřela v březnu 2019 na dlouholetý rakovinový nádor na mozku a její babička zemřela ve stejném měsíci. Kromě toho, že působila jako její manažerka, Holly ovlivnila její rozhodnutí ve studiu a také pomohla podpořit její přání zřídit zařízení pro asistované bydlení v jejím rodném městě v Houstonu v Texasu.
15. července 2020 Megan uvedla, že utrpěla střelná zranění a že podstoupila operaci s cílem odstranit kulky. Její prohlášení bylo proti dřívější zprávě TMZ, že si zranila nohu na rozbitém skle, když byla v autě s kanadským rapperem Tory Lanezem a nějakou další ženou, auto bylo odstaveno policií a Tory Lanez byl zatčen. Následující měsíc Megan tvrdila, že Tory Lanez byla osoba, která ji postřelila, a řekla: „Neřekla jsem policii, co se stalo hned tam, protože jsem nechtěla zemřít.“

## Diskografie

### Mixtapes
- Fever (2019)

### EP
- Make It Hot (2017)
- Tina Snow (2018)
- Suga (2020)
- Good News (2020)
- Something For Thee Hotties (2021)